# Georg Glockendon
Georg Glockendon (... – Norimberga, 1514) è stato uno scultore e pittore tedesco, oltre che stampatore ed editore, attivo a Norimberga dal 1484 alla sua morte avvenuta nel 1514.

## Biografia
Il famoso durante la sua vita per le sue miniature, pubblicò una serie di opere di Erhard Etzlaub. L'Erdapfel di Martin Behaim è la più conosciuta delle sue opere dipinte, la maggior parte delle quali restano non identificate. Come membro della famiglia di artisti Glockendon è stato il padre del miniaturista e intagliatore in legno Albrecht, che ha rilevato la bottega di famiglia, e del maestro miniatore Nikolaus.